# Рикардо Гомес
Рикардо Жорже Пирес Гомес (порт. Ricardo Jorge Pires Gomes; Праја, 18. децембар 1991), често правописно неправилно као „Гомеш”, зеленортски је фудбалер. Игра на позицији нападача.

## Каријера
У јуну 2018. је потписао трогодишњи уговор са Партизаном. У црно-белом дресу је током сезоне 2018/19. одиграо укупно 49 утакмица и постигао 26 голова. У Суперлиги Србије је на 36 утакмица постигао 20 голова, па је тако завршио на другом месту листе најбољих стрелаца, иза Нермина Хаскића који је имао четири гола више. У квалификацијама за Лигу Европе је на осам утакмица постигао четири гола. Са Партизаном је освојио Куп Србије, а у овом такмичењу је на пет утакмица дао два гола.
Крајем јула 2019. је напустио Партизан и потписао уговор са Ал Шаржом из Саудијске Арабије. У Партизан се вратио две године касније.

## Трофеји
Партизан
- Куп Србије (1) : 2018/19.